# Wielojądrowa komórka olbrzymia typu Langhansa
Wielojądrowa komórka olbrzymia typu Langhansa (komórka olbrzymia Langhansa, ang. Langhans giant cell) – duży twór komórkowy powstały z połączenia komórek nabłonkowatych (makrofagów aktywowanych wskutek przewlekłego działania cytokin w nadwrażliwości typu opóźnionego), charakterystyczny dla wielu chorób ziarniniakowych. Na przekroju położone obwodowo jądra komórkowe tworzą okrągławy lub podkowiasty kształt, co (wraz z mniejszą zawartością chromatyny) różni komórki olbrzymie typu Langhansa od komórek olbrzymich typu około ciała obcego. 
Nazwa honoruje niemieckiego patologa Teodora Langhansa. Nie należy jej mylić z komórkami lub wysepkami Langerhansa.